# Schlacht bei Mukden
Port Arthur (Seeschlacht) – Tschemulpo – Yalu – Nanshan – Te-li-ssu – Hitachi-Maru-Vorfall – Motien-Pass – Tashihchiao – Hsimucheng – Port Arthur (Belagerung) – Gelbes Meer – Ulsan – Korsakow – Liaoyang – Shaho – Sandepu – Mukden – Tsushima – Sachalin
Die Schlacht bei Mukden (jap. 奉天会戦, Hōten kaisen) wurde vom 7. bis 25. Februar 1905jul. (d. h. vom 20. Februar bis 10. März 1905greg.) zwischen der Kaiserlich Japanischen Armee und der Kaiserlichen Russischen Armee in der Nähe der mandschurischen Stadt Mukden ausgetragen. Sie war eine der größten Landschlachten, die vor dem Ersten Weltkrieg stattfanden, und war die entscheidende Landschlacht im Russisch-Japanischen Krieg. Die Stadt Mukden heißt inzwischen Shenyang und ist die Hauptstadt der Provinz Liaoning in China.
Die russischen Streitkräfte, 340.000 Mann unter dem Befehl des Generals Alexei Nikolajewitsch Kuropatkin, versuchten erfolglos, ihre Stellungen gegen die 280.000 Mann der Kaiserlich Japanischen Armee unter dem Befehl des Feldmarschalls (Gensui) Ōyama Iwao zu verteidigen. Die Japaner errangen den Sieg und zwangen die russischen Truppen zum Rückzug. Mit über 600.000 teilnehmenden Soldaten war das Gefecht die größte Schlacht zwischen der Völkerschlacht bei Leipzig 1813 und dem Beginn des Ersten Weltkriegs 1914.

## Vorgeschichte
Nach der Schlacht von Liaoyang (24. August bis 4. September 1904) zogen sich die russischen Kräfte über den Shaho-Fluss südlich von Mukden zurück, um sich neu zu gruppieren. Danach gingen sie zum Gegenangriff über und griffen die Japaner vom 5. Oktober bis 17. Oktober in der Schlacht am Shaho an. Der Gegenangriff scheiterte, verzögerte jedoch den Vormarsch der japanischen Truppen.
Ein zweiter russischer Gegenangriff in der Schlacht von Sandepu (25. bis 29. Januar 1905) war genauso erfolglos.
Die Eroberung von Port Arthur durch General Nogi setzte die japanische 3. Armee frei, die sich in Richtung Norden auf den Weg machte, um die japanische Front vor Mukden für einen Angriff zu verstärken.
Bis zum Februar 1905 hatten die japanischen Reserven stark gelitten. Mit der Ankunft der 3. Armee wurde nun die gesamte japanische Kampfkraft vor Mukden für einen Angriff zusammengezogen. Schwere Verluste, strenge Winterkälte und die nahende Ankunft des russischen 2. Pazifikgeschwaders setzten Feldmarschall Oyama unter Zugzwang. Dieser strebte die vollständige Vernichtung der russischen Truppen an und wollte nicht nur einen Sieg erringen, nach dem die Russen sich tiefer in die Mandschurei zurückziehen könnten.

## Aufstellung der Kräfte

### Russische Aufstellung

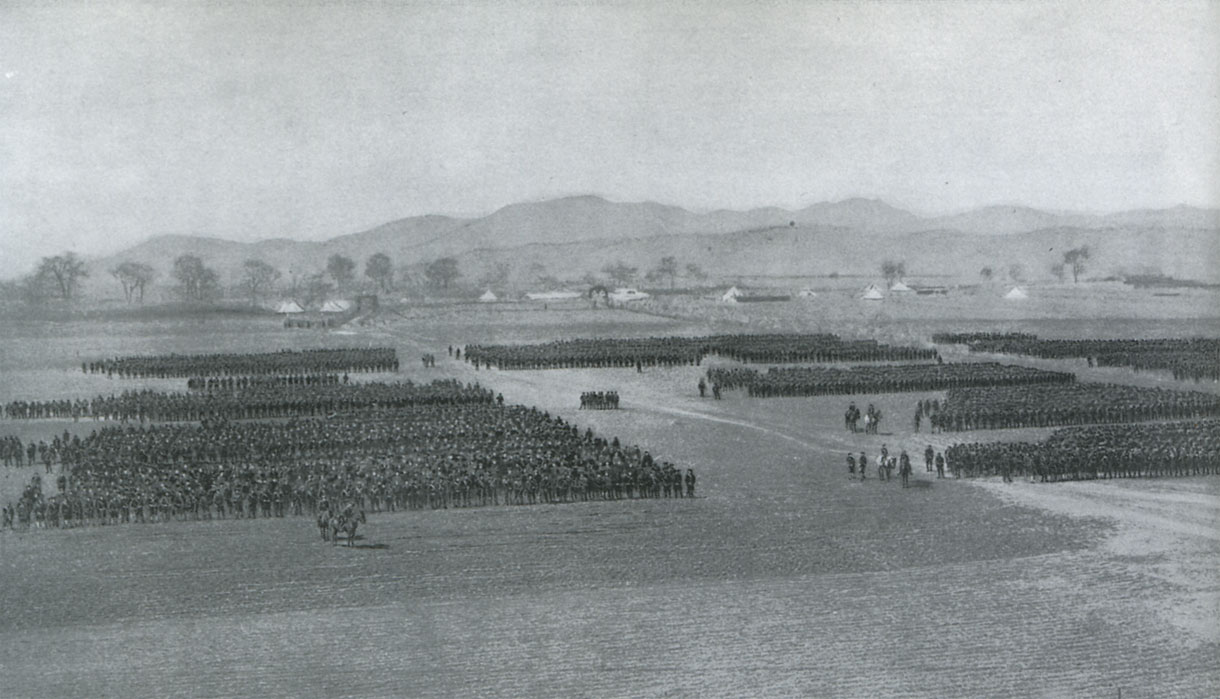
Eine Division der Japanischen 1. Armee, angetreten zum Appell, nach der Schlacht von Mukden

Die russische Front vor Mukden zog sich auf einer Länge von 140 km hin, mit geringer Tiefe und einer zentral gestellten Reserve. Auf der rechten Flanke befand sich in flachem Gelände die 2. Mandschurische Armee unter General Baron von Kaulbars, der den unglücklich agierenden General Oskar Grippenberg ersetzte. In der Mitte, die Bahnlinie und Fernstraße haltend, stand die 3. Mandschurische Armee unter General Bilderling. Das hügelige Gelände auf der östlichen Flanke wurde von der 1. Mandschurischen Armee unter General Nikolai Linewitsch gehalten. Diese Flanke enthielt zwei Drittel der russischen Kavallerie unter General Paul von Rennenkampf. General Kuropatkin hatte seine gesamten Streitkräfte defensiv in Stellungen ausgerichtet, die es schwer bis unmöglich machten, bei Gelegenheit offensiv tätig zu werden, ohne große Lücken in die eigene Front zu reißen.

### Japanische Aufstellung
Die Japaner konzentrierten die 1. Armee unter General Kuroki und die 4. Armee unter General Nozu bewegte sich im Osten auf die Bahnlinie zu. Die 2. Armee (General Oku) war im Westen eingesetzt. General Nogis 3. Armee war verdeckt hinter der 2. Armee im Anmarsch. Eine neu geformte 5. Armee unter General Kawamura wurde als Ablenkung auf der östlichen russischen Flanke eingesetzt.

## Überlegungen der Befehlshaber
General Kuropatkin war überzeugt, dass der japanische Hauptangriff aus dem bergigen Gelände im Osten ausgehen würde – die Japaner hatten sich in vorangegangenen Gefechten im bergigen Gelände als sehr effektiv gezeigt. Die Anwesenheit in diesem Abschnitt von japanischen Truppen der 5. Armee, die Veteranen waren, bekräftigte ihn in seiner Ansicht.
Feldmarschall Oyamas Plan war, seine Armeen in einer Art Halbmond aufzustellen, um Mukden einzuschließen und die russischen Truppen an einer Flucht zu hindern. Er gab präzise Anweisungen, sich auf keinen Fall in Straßenkämpfe in Mukden einzulassen. Damit sollten vor allem Verluste in der zivilen Bevölkerung vermieden werden, da die Japaner die chinesische Bevölkerung nicht gegen sich aufbringen wollten – ein großer Kontrast zum Ersten Japanisch-Chinesischen Krieg und Zweiten Japanisch-Chinesischen Krieg.

## Die Schlacht

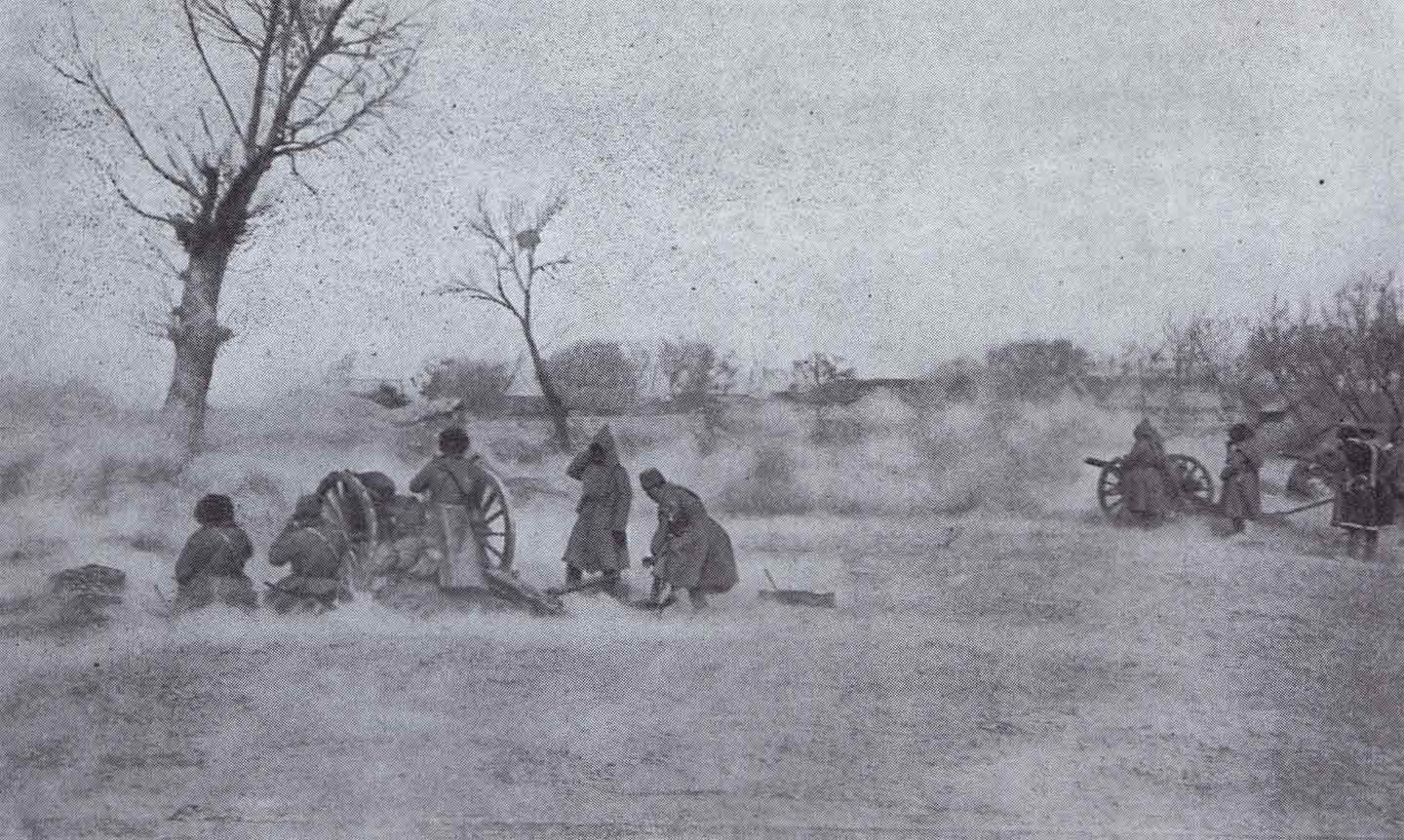
Eine russische Feldkanone im Einsatz während der Schlacht

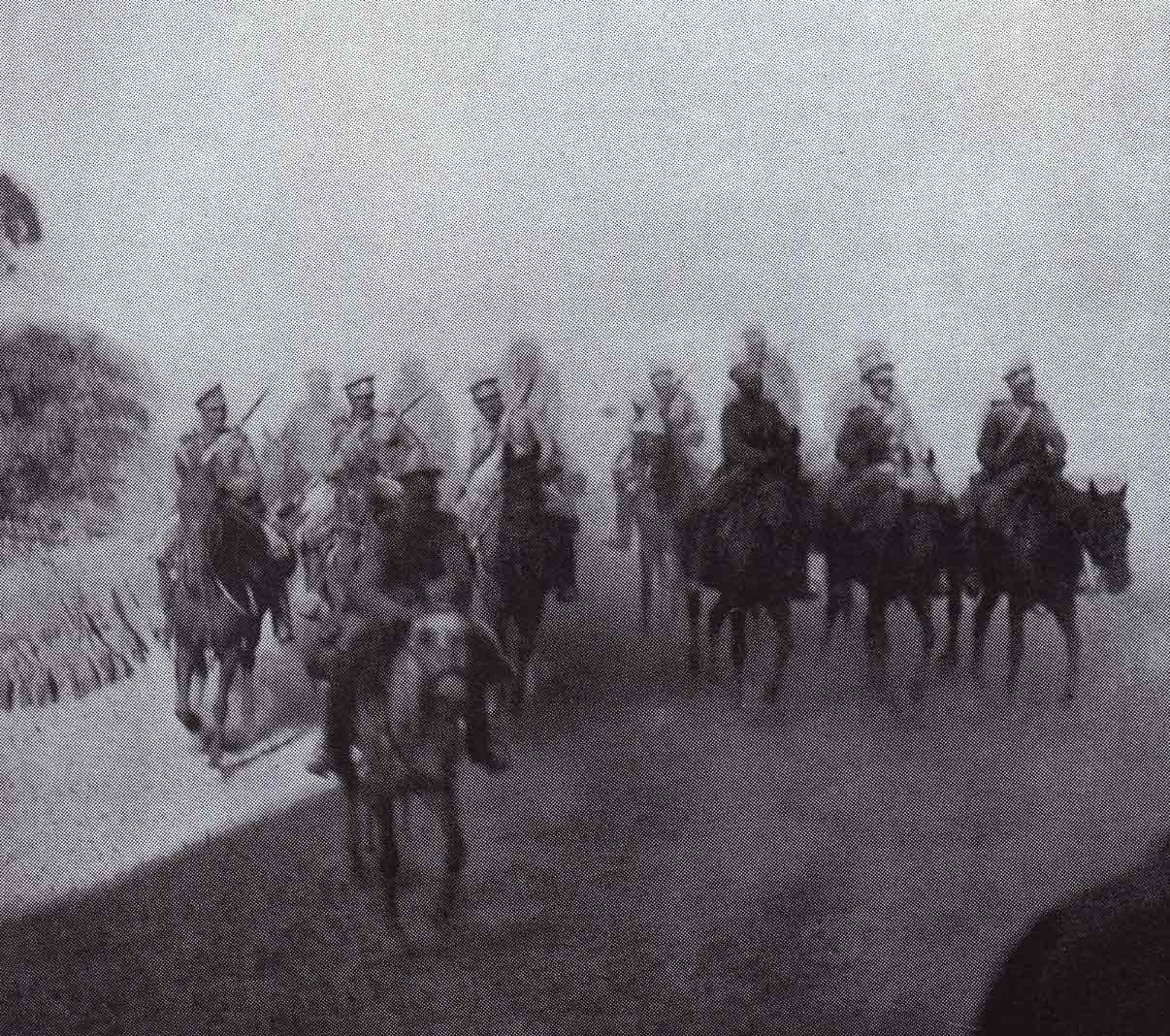
Russische Kavallerie auf Erkundung während der Schlacht von Mukden

Die Schlacht begann mit dem Angriff der japanischen 5. Armee, die die linke Flanke der Russen am 20. Februar angriff. Am 27. Februar 1905 erfolgte der Angriff der japanischen 4. Armee auf die rechte russische Flanke. Kurz darauf wurde auf gesamter Front angegriffen. Am gleichen Tag begann die japanische 3. Armee mit ihrem Umfassungsmarsch, in dem sie in einem weiten Bogen Mukden umging.
Um den 1. März 1905 herum waren die Aktivitäten beider Seiten an der östlichen und mittleren Front zum Stillstand gekommen. Die Japaner hatten kleinere Geländegewinne verzeichnet, diese aber unter großen Verlusten errungen. General Kuropatkin ließ ab dem 7. März seine Truppen auf der östlichen Flanke zurückgehen, um dem Umfassungsmarsch der Japanischen 3. Armee um die westliche Flanke zu begegnen. Er war wegen dieser Umfassungsbewegung so besorgt, dass er den Gegenangriff persönlich befehligte. Die Bewegung der Truppen von Ost nach West wurde von den Russen schlecht koordiniert und brachte ihre 1. und 3. Mandschurische Armee in Unordnung. Daraufhin beschloss Kuropatkin, seine gesamten Streitkräfte nach Norden Richtung Mukden zu verlegen. Er wollte die Japaner an der südlichen Stadtgrenze und den Ufern des Flusses Hun zum Kampf stellen.

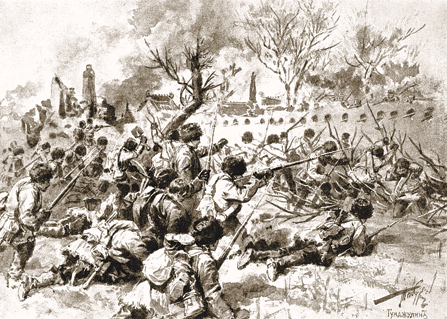
Russische Infanterie im Gefecht mit der Kaiserlich Japanischen Armee während der Schlacht von Mukden

Feldmarschall Oyama erkannte die Chance, auf die er gewartet hatte und ließ seinen bisherigen Befehl „Angriff“ ändern in „Verfolgen und Vernichten“. Das Glück war mit den Japanern, denn der Hun war immer noch gefroren. Obwohl bewacht von der linken Flanke der Russen unter Generalmajor Michail Aleksejew, war der Fluss kein Hindernis für die vorrückenden japanischen Truppen. Beim Überqueren des Flusses trafen die Japaner trotzdem auf schweres russisches Artilleriefeuer und den erbitterten Widerstand der Russen, die inzwischen von General Paul von Rennenkampff kommandiert wurden. Die Japaner konnten trotz schwerer Verluste nach zähem Kampf die nördliche Seite des Flusses behaupten. Die russische Verteidigung brach an diesem Abschnitt zusammen und führte zur Absplitterung der linken russischen Flanke vom Hauptheer. Gleichzeitig bildeten die Japaner einen Frontvorsprung 15 km westlich von Mukden, der ihnen gestattete, die Russen auf deren rechten Flanke einzuschließen.
Im Begriff eingeschlossen zu werden, mit keinerlei Hoffnung auf Sieg, gab General Kuropatkin am 9. März um 18:45 Uhr den Befehl zum allgemeinen Rückzug. Der russische Rückzug wurde stark durch General Nozus Einbruch über den Hun behindert, und schnell wurde aus dem geordneten Rückzug eine heillose Flucht. Die in Panik geratenen Russen ließen auf ihrer Flucht Richtung Tieling ihre Verwundeten, Waffen und Versorgungsgüter zurück.
Am 10. März um 10 Uhr drangen japanische Truppen in Mukden ein. Danach begaben sie sich erneut auf die Verfolgung der fliehenden russischen Truppen. General Oyama musste allerdings die schnelle Verfolgung wegen überdehnter Versorgungslinien abbrechen, konnte er die Verfolgung des Feindes einigermaßen aufrechterhalten. Die Verfolgung wurde 20 Kilometer hinter Mukden abgebrochen. Die Russen waren jedoch bereits mit hoher Geschwindigkeit weiter nördlich in Richtung chinesisch-russische Grenze geflohen.

## Feldbahnen
Bei Mukden wurden zwei militärische Feldbahnen eingesetzt einschließlich der 300 km langen Feldbahn Antung–Mukden. Die andere wurde zunächst vom Ende der Fuschung-Kohlenbahn nach Kaolinszy verlegt. Sie erreichte eine Länge von 62 km. Die Arbeiten wurden durch Frost und durch die zahlreichen Wasserläufe, die zu überwinden waren, sehr erschwert. Da die Abteilung Rennenkampff, für die die Feldbahn bestimmt war, nur eine geringe Stärke besaß, wurde ihre Leistungsfähigkeit nicht voll ausgenutzt. Verwundete wurden öfter befördert, einmal wurden zwei Schützenkompanien in die Gefechtsstellung gefahren. Beim Rückzug der Abteilung Rennenkampff wurde die Feldbahn zum Teil im feindlichen Feuer abgebaut. Die günstigen Erfahrungen mit dieser Feldbahn veranlassten den Bau einer zweiten, von der Fuschung-Kohlenbahn ausgehenden Strecke für die 1. Armee, die 21 km Länge erreichte und von der außerdem noch 7,5 km Zweigstrecken-Gleise zu Magazinen und Lazaretten führten.
Auf dem rechten Flügel der Stellung vor Mukden wurden Feldbahnen zum Teil über das Eis der Flüsse verlegt. Sie hatten eine Länge von 86 km. Ihr Bau dauerte 25 Tage. Sie waren zum großen Teil mit Fernsprechern ausgerüstet. Später kam noch eine in 4 Tagen erbaute Strecke von 16 km Länge nach Mukden hinzu. Nur durch die Feldbahnen war es möglich, beim Rückzug die schweren Geschütze zu retten. Der Abbruch gelang nur zum kleinen Teil.  Durch die Niederlage bei Mukden sind etwa 300 km fliegendes Gleis verloren gegangen. Ersatzmaterial für Pferde- und Maschinenzug befand sich beim Friedensschluss erst auf dem Weg.

## Verluste

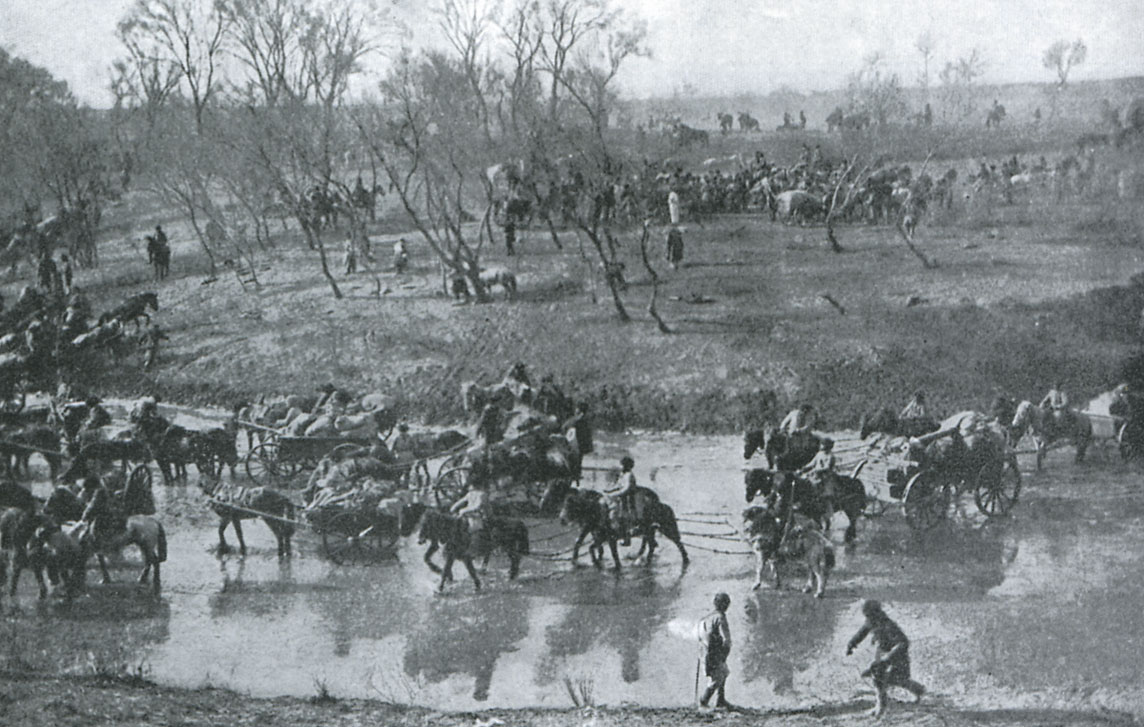
Russische Truppen auf dem Rückzug in Richtung Chinesisch-Russische Grenze nach der Schlacht von Mukden

Die russischen Verluste betrugen fast 90.000 Mann. Sie hatten den größten Teil ihres Nachschubs verloren, wie auch ihre Artillerie und ihre Maschinengewehre. General Kuropatkin musste befürchten, dass die Japaner weiter vorrücken würden und ließ die Stadt Tieling im Rahmen der Taktik der verbrannten Erde anzünden. Die russischen Truppen wurden parallel dazu 10 Tagesmärsche weiter nördlich positioniert, um eine neue Verteidigungsstellung anzulegen. In Gefahr, auch an dieser neuen Position eingeschlossen zu werden, zogen sich die Russen kurz darauf vollständig aus der Region zurück.
Mit Verlusten von 75.000 Mann hatten die Japaner in Relation zur Truppenstärke deutlich mehr Tote und Verwundete als die Russen. Allerdings hatten sie mit einer zahlenmäßig unterlegenen Armee den Sieg errungen. Die Japaner konnten 58 russische Geschütze erbeuten.
Nach der Schlacht von Mukden kam es zu keinen weiteren Gefechten, da beide Seiten von den Kämpfen erschöpft waren.

## Folgen

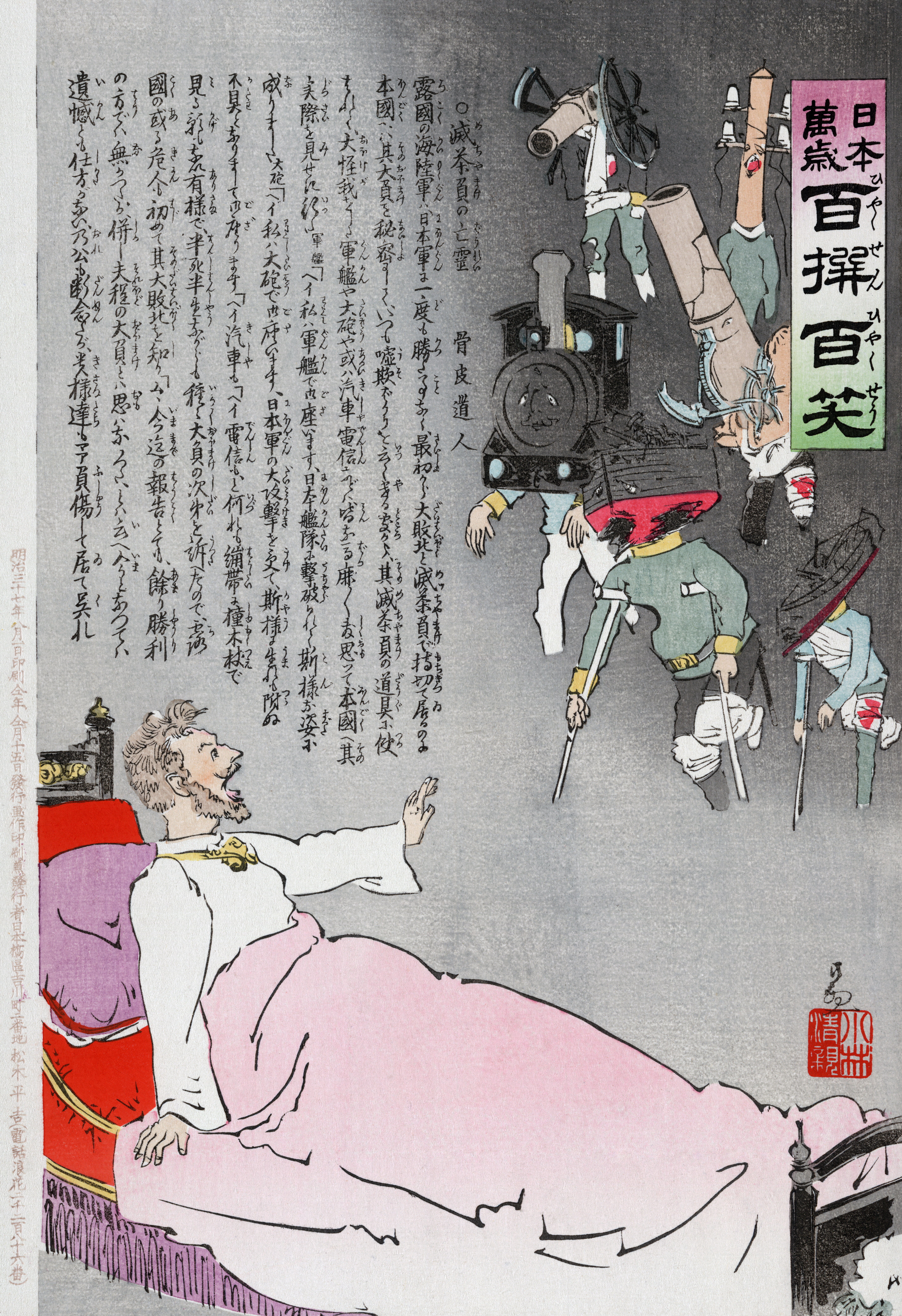
Japanische Propaganda während des Krieges: der Holzschnittdruck von Kobayashi Kiyochika, 1904 oder 1905, zeigt Zar Nikolaus II., wie er von einem Albtraum aufschreckt, in dem geschlagene und verwundete russische Soldaten sich aus der Schlacht zurückziehen.

Mit der Niederlage der russischen Mandschurei-Armee in Mukden wurden die russischen Streitkräfte aus der südlichen Mandschurei geworfen. Die Japaner kämpften ihrerseits mit überzogenen Versorgungslinien und konnten die Russen nicht vollständig vernichten. Obwohl die Truppen Kuropatkins demoralisiert, knapp an Versorgungsgütern und nahe der Auflösung waren, bildeten sie nach wie vor eine militärische Gefahr für die Japaner. Aber die Schlacht von Mukden war entscheidend genug gewesen, um die Moral der Russen zu erschüttern. Des Weiteren war die Transsibirische Eisenbahn in japanischer Hand und damit die Verbindung nach Wladiwostok unterbrochen. Endgültig entschieden wurde der Krieg durch den japanischen Sieg in der Seeschlacht bei Tsushima.
Der japanische Sieg schockierte die Großmächte Europas. Die Japaner hatten trotz der zahlenmäßigen russischen Überlegenheit auf dem Schlachtfeld ihre taktische Stärke gezeigt. Die Schlacht bewies, dass die Europäer nicht unschlagbar waren, sondern sogar entscheidend geschlagen werden konnten. Die beiden russischen Generäle Alexander Samsonow und Paul von Rennenkampf, die zukünftigen Kommandeure von Armeen bei der noch desaströseren Schlacht von Tannenberg im Ersten Weltkrieg, begegneten sich mit Abneigung. Von Rennenkampf, der Befehlshaber der linken Flanke während der Schlacht, wurde von Samsonow beschuldigt, ihn während der Kämpfe nicht ausreichend unterstützt zu haben.
Als die Nachricht der Niederlage St. Petersburg erreichte, zeigte Zar Nikolaus II. sich schockiert. Ihm wurde bewusst, dass ein relativ kleines asiatisches Land wie Japan eine europäische Großmacht wie Russland schlagen konnte. Die zaristische Regierung war ob der Inkompetenz ihrer militärischen Führer irritiert und lenkte ihre Aufmerksamkeit erneut Richtung Balkan.

## Filmische Umsetzung
Die Schlacht wurde 2011 in Episode 12 der japanischen Fernsehserie Saka no Ue no Kumo thematisiert.